# Цотадзе, Лиана Шотаевна
Лиа́на Шота́евна Цота́дзе (род. 7 июня 1961 или 5 июня 1961, Тбилиси) — советская прыгунья в воду, бронзовый призёр Олимпийских игр. Мастер спорта СССР международного класса.

## Карьера
На Олимпиаде в Москве выиграла бронзовую медаль на 10-метровой вышке, уступив восточногерманке Мартине Ешке и соотечественнице Сирвард Эмирзян.
Дважды становилась чемпионкой СССР — в 1979 и 1980 годах. Победительница VII Спартакиады народов СССР.